# L’arpa festante

L’arpa festante (2017)

L’arpa festante (italienisch für „festliche Harfe“) ist ein Originalklangorchester, das sich häufig der Wiederaufführung unbekannter Werke, vor allem aus dem Barock widmet. 

## Beschreibung
L’arpa festante wurde 1983 in München von einer Musikergruppe um die Geigerin Michi Gaigg gegründet, die es auch bis 1995 leitete. Den Namen entlehnte das Ensemble der gleichnamigen dramatischen Kantate von Giovanni Battista Maccioni († um 1678), die 1653 zur Einweihung der Münchener Oper aufgeführt wurde. L’arpa festante tritt in wechselnden Besetzungen auf, häufig mit Chören oder Gesangssolisten und verwendet dabei historische Instrumente. 
Nachdem der Arbeitsschwerpunkt des Ensembles zunächst auf der Wiederentdeckung und –aufführung unbekannter Werke des 17. und 18. Jahrhunderts lag, rückt seit einigen Jahren zunehmend auch das oratorische und symphonische Repertoire der Romantik in den Vordergrund. Je nach musikalischen Bedürfnissen der aufgeführten Werke sind dabei Gestaltungen von der solistischen concertino-Besetzung bis zur vollen Orchestergröße von über 50 Musikern möglich. 
L’arpa festante wird seit 1995 in zweiter Generation von Christoph Hesse (Konzertmeister, Organisation) geleitet.

## Diskografie (Auszug)
- Marc-Antoine Charpentier: Vêpres aux Jésuites (1993), Cascavelle
- Georg Matthias Monn: Sechs Sinfonien (1996), CPO
- Carl Heinrich Graun: Te Deum (2006), CPO
- David Pohle: Wie der Hirsch schreyet (2007), Carus, DDD
- Rupert Ignaz Mayr: Confitebor Tibi (2008), Profil, UPC/EAN: 881488802252
- Julius Rietz, Johann Benjamin Groß: Cello Concertos and Fantasy (2009), Ars Produktion
- Giovanni Battista Martini: Te Deum – Magnificat – Introitus – Concerti (2010), Ars Musici
- Christian Ernst Graf, Carl Friedrich Abel: Cello-Konzerte und Sinfonien (2010)
- Joseph Rheinberger: Cantus Missae / Anton Bruckner: Messe e-Moll (2010)
- Wilhelm Friedemann Bach: Kantaten I (2010)
- Beethoven & Pössinger: Violin Concertos, Solist Anton Steck (2017)
- Francesco Maria Cattaneo: Violin Concertos, Solist Anton Steck (2020)